# Roel Dirven
 (octobre 2018).
Si vous disposez d'ouvrages ou d'articles de référence ou si vous connaissez des sites web de qualité traitant du thème abordé ici, merci de compléter l'article en donnant les références utiles à sa vérifiabilité et en les liant à la section « Notes et références ».
 (décembre 2018).
Roel Dirven, né le 15 février 1988 à Hoeven, est un acteur et doubleur néerlandais.

## Filmographie

### Cinéma
- 2007 : Renée : Vriendje
- 2010 : Het Huis Anubis: De Vijf en de Toorn van Balor (nl) : Raphael Salamons
- 2010 : Het Huis Anubis en de terugkeer van Sibuna! (nl) : Raphael Salamons
- 2014 : Gooische Vrouwen 2 (nl)	: Tuinman
- 2016 : De Zevende Hemel (nl) : Roel

### Téléfilms
- 2010 - 2011 :	Het Huis Anubis en de Vijf van het Magische Zwaard (nl) : Raphael Salamons
- 2012	 : Goede tijden, slechte tijden : Bas van Dam
- 2015	 : Jeuk: Rechercheur
- 2016 : 	Goede tijden, slechte tijden: Henk Hooijmans
- 2016 : Gamma : Flirtende jongen
- 2018 : Goede tijden, slechte tijden: Flo Wagenaar

### Doublage
- 2011 : Mike de Ridder	: Spuit
- 2012 : iCarly de Dan Schneider : Harry Styles
- 2012 : Victorious de Dan Schneider : Bradon
- 2012-2014 : Hotel 13 (nl) : Tom Kepler
- 2012-2016 : Violetta de Jorge Nisco : Leon Vargas
- 2015 : I Didn't Do It : Alex
- 2015-2017 : Les Chroniques d'Evermoor : Sebastian Corsley
- 2015 : Mighty Med : Wi-Fi
- 2015 : Het leven van een leugenaar : Max

## Théâtre
- 2010-2011 : Anubis en het Mysterie van het Verborgen Symbool : Raphael Salamons
- 2011-2012 : Het Huis Anubis en het Geheim van de Verloren Ziel: Raphael Salamons
- 2013-2015 : Soldaat van Oranje : Bram Goudsmid
- 2016-2017 : Soldaat van Oranje : Anton Roover